# Château de Bielle
Le château de Bielle est un château du XVIIIe siècle, construit à l'initiative du banquier Jean-Joseph de Laborde, situé au 16 rue du Bénou dans la commune de Bielle (Pyrénées-Atlantiques).

## Histoire
Le château est construit à la demande de Jean-Joseph de Laborde, riche banquier sous Louis XV, voulant l'offrir à son cousin Jean de Laborde en remerciement de son aide pour l'avoir introduit aux États du Béarn.
Le domaine se transmet par héritages successifs à son petit-fils Jean-benoît Fabien de Laborde (1804-1854), membre du conseil général des Basses-Pyrénées et Maire de la commune. Peu de temps avant son décès, cinq mois plus tard, il transmet à son tour la propriété à sa fille unique et seule héritière à l'occasion de son mariage avec Joseph de Cogombles, en juillet 1854.
Le domaine reste ensuite aux mains de la famille de Cogombles.

## Description
Le château possède deux façades parfaitement identiques, composées de sept travées de long pour trois de large.
Deux avant-corps centraux ponctuent les façades côtés cour et jardin ; ils courent sur deux niveaux pour se terminer par deux frontons classiques au centre desquels se trouve un œil-de-bœuf.
Le troisième niveau, sous comble, est également percé de six Chien-assis richement ouvragés.
On accède au logis principal par un portail en hémicycle, ajout du XIXe siècle, donnant sur la rue du Bénou. Les communs, composés de deux pavillons identiques, se trouvent en face du château de l'autre coté de la rue ; on y accède également par un portail  d'origine. Les intérieurs du château ont été entièrement remaniés au XIXe siècle.
Le château est inscrit Monument Historique par arrêté du 3 mai 2004 pour son logis, ses communs et l'ensemble de son parc.

## Aujourd'hui
Le château appartient toujours aux descendants de la famille de Cogombles. Propriété privée, il ne se visite pas.